# Massacre de Qaa
O massacre de Qaa (em árabe: مجزرة القاع) ocorreu em 28 de junho de 1978, quando quatro aldeias em Baalback foram atacadas; são elas: Ras Baalback, Qaa, Fakiha e Jdeide.
O New York Times noticiou que se acreditava que as vítimas tenham participado no assassinato de 34 pessoas, que acontecera duas semanas antes do massacre de 28 de junho, na cidade de Ehden, no norte do país. O relatório do jornal cita Camille Chamoun, dizendo que o ataque às quatro aldeias foi feito por “não libaneses, não civis”, relatando homens armados entraram nas aldeias com listas de nomes. A rádio falangista (ligada ao movimento nacionalista da Falange Espanhola) informou que quarenta pessoas foram sequestradas, sendo vinte e seis mortas. Estes seriam membros do partido falangista Kataeb e do Partido Liberal Nacional de Chamoun.

## Plano de fundo
Quinze dias antes do ocorrido, Kataeb havia cometido um massacre em Ehden, matando quarenta pessoas incluindo Tony Frangieh .